# 池谷孝
池谷 孝（いけがや たかし、1957年4月10日 - ）は、静岡県藤枝市出身のサッカー指導者。

## 来歴
筑波大学卒業後、静岡県サッカー教員団で指導者のキャリアをスタートさせる。以降は地元静岡県を中心に中高生を指導した。2004年にJFA Proライセンスを取得。
2023年7月19日、WEリーグ・ちふれASエルフェン埼玉の監督に就任。66歳にして初の女子の指導となる。
2024年10月16日に検査入院のため指揮から離れることが発表され、12月18日に健康上の都合で正式にちふれASエルフェン埼玉監督を辞任した。

## 所属クラブ
- 1967年 - 1969年 藤枝サッカー少年団
- 1970年 - 1972年 藤枝市立西益津中学校
- 1973年 - 1975年 藤枝東高校
- 1976年 - 1979年 筑波大学
- 1980年 - ???? 静岡県サッカー教員団芙蓉クラブ
- ???? 藤枝東FC シニア

## 指導歴
- 1980年 - 1993年 静岡県サッカー教員団
  - 1980年 - 1991年 コーチ（選手兼任）
  - 1992年 - 1993年 監督
- 1984年 - 2001年 競技力向上ジュニア合宿指導
- 1990年 - 2001年 浜松西高等学校サッカー部 監督(1995年総体県予選準優勝）
- 1992年  静岡県U18少年選抜(山形国体優勝) コーチ
- 1996年 静岡県U18少年選抜(広島国体優勝) 監督
- 1998年 静岡県U18少年選抜(神奈川国体) チーム代表
- 2003年 静岡県U18少年選抜(静岡国体4位) コーチ
- 2000年 - 2020年　静岡県サッカー協会指導者養成委員長
- 2004年 - 2006年　(公財)日本サッカー協会ナショナルトレセン コーチ
- 2005年 - 2007年　JリーグU-15選抜ブラジル遠征（監督・コーチ）
- 2003年 - 2004年　藤枝東高校サッカー部 ヘッドコーチ
- 2004年 ‐ 2020年　清水エスパルスアカデミーセンター長
- 2005年 - 2007年2006年 - 2008年　新潟県2種指導者研修インストラクター
- 2013年　JリーグU-16選抜(韓国遠征) コーチ
- 2014年　JリーグU-16選抜(ミャンマー遠征) 監督
- 2013年 - 2014年　JリーグU-14キャンプ コーチ
- 2005年 - 2007年　Jリーグコーチ対象 C級講習会インストラクター
- 2005年 - 2008年　Jリーグ U－12コーチ研修会インストラクター
- 2005年  ダナンFCアドバイザー
- 2016年 - 2020年　静岡大学サッカー部 監督（客員教授）
- 2016年 - 2023年　JFA47FA　B級インストラクター
- 2021年 中国四川省成都FA テクニカルダイレクター（ユース）
- 2023年 - 2024年 ちふれASエルフェン埼玉トップチーム監督